# Bataille de Tanizahua
Guerre d'indépendance de l'Équateur
Batailles
m
Révolution de Quito (1809-1812)
- Paredones
- Verdeloma (1)
- Chimbo
- Mocha
- El Panecillo
- Ibarra (1)

Campagne de Guayaquil (1820-1821)
- Guayaquil
- Camino Real
- Huachi (1)
- Verdeloma (2)
- Tanizahua

Campagne de Quito (1821-1822)
- Yaguachi
- Huachi (2)
- Riobamba
- Pichincha

Rencontre de Guayaquil (26 juillet 1822)
Ibarra (2) (17 juillet 1823)
La bataille Tanizahua est un affrontement armé qui a eu lieu le 3 janvier 1821 près de Guaranda, dans l'actuelle province de Bolívar et fait partie des batailles livrées à la suite de l'indépendance de Guayaquil à l'époque des guerres d'indépendance en Amérique du Sud. Les belligérants sont les soldats royalistes appuyant l'Empire espagnol et les forces indépendantistes de la Province Libre de Guayaquil. C'est la quatrième et dernière bataille livrée par les armées d'émancipation équatoriennes sans l'appui de forces extérieures.

## Contexte
Après leur  victoire sur les indépendantistes de Guayaquil lors de la bataille de Huachi le 22 novembre 1820, les troupes royalistes ont renoncé provisoirement à attaquer Guayaquil et préféré se diriger au sud, vers la ville de Cuenca, afin de libérer totalement la route allant de San Juan de Pasto au Pérou. Les patriotes cuencanos sont défaits le 20 décembre 1820 lors de la bataille de Verdeloma, au niveau de la ville de Biblián, dans l'actuelle province de Cañar. 
Il ne reste dès lors que Guayaquil à résister. Les royalistes s'avancent vers la ville et atteignent le 3 janvier 1821 l'armée patriote, qui les attend le pied ferme au niveau de la ville de Guaranda, au nord-ouest du lieu de la victoire patriote de Camino Real.

## Déroulement
Le colonel García ayant reçu un message anonyme lui laissant penser que les royalistes sont peu nombreux, il prend la décision de les attaquer. Les patriotes ont tout d'abord le dessus sur les royalistes, et la victoire semble à portée de main lorsque des renforts royalistes surgissent et mettent en déroute les patriotes, qui laissent près de 410 morts sur le champ de bataille.

## Conséquences
Troisième défaite des indépendantistes après celles de Huachi et Verdeloma, la victoire royaliste de Tanizahua permet à ces derniers de reléguer les rebelles dans la région côtière de Guayaquil. La chute de la ville ne semble dès lors qu'une question de temps.
Mais Guayaquil est un port, et peut donc recevoir des renforts. Ainsi, après que la Province Libre ait appelé à l'aide, le Libertador Simón Bolívar, président de la Grande Colombie, envoie à Guayaquil le général Antonio José de Sucre, qui débarque avec ses troupes le 6 avril 1821. Une nouvelle étape commence dans la lutte pour libérer le territoire de la Real audiencia de Quito du joug espagnol.